# 金宇満司
金宇 満司（かなう みつじ、1933年3月19日 - 2022年10月27日）は、日本の映画カメラマン。松本市出身。

## 経歴
長野県東筑摩郡里山辺村（現松本市）出身。長野県松本県ヶ丘高等学校を経て、1953年東京写真短期大学卒業後、岩波映画製作所に入社。数多くの作品にて撮影技師として活躍し、1967年に退社。
1970年、芸術選奨新人賞、三浦賞受賞。
1971年、石原プロモーションに移籍。以降、石原プロモーション作品のカメラマンとして数多くの作品で活躍する傍ら、専務の小林正彦と共に常務として石原プロの経営を支える。
2005年、石原プロモーションを定年退職。それを機に2006年、晩年の石原裕次郎の看病に専念した日々の回顧録である『社長、命。』（イースト・プレス）を上梓。
2022年10月27日、菌血症のため死去。89歳没。

## 作品

### 映画
- 情炎
- 影狩り
- 影狩り ほえろ大砲
- 栄光への5000キロ（芸術選奨新人賞、三浦賞受賞）
- 黒部の太陽
- 北の岬
- 蒼ざめた日曜日
- 誘拐･･･（撮影応援）
- ある兵士の賭け
- 復讐の歌が聞える (1968年)
- サンダカン八番娼館 望郷
- 欽ちゃんのシネマジャック（「なんかヘン?」「大激走」「やさしい嵐」「螢の光」）

### テレビ
- 大都会 闘いの日々
- 大都会 PARTII
- 大都会 PARTIII
- 西部警察
- 西部警察 SPECIAL
- ただいま絶好調!
- ゴリラ・警視庁捜査第8班
- 代表取締役刑事
- 生命燃ゆ
- 愛しの刑事
- 弟（スーパーアドバイザー）